# Wolny obszar celny
Wolny obszar celny – wyodrębniona, niezamieszkana część większego obszaru celnego, traktowana jak zagranica, gdzie mogą być składowane towary pod dozorem celnym i nie podlegają należnościom celnym przywozowym.
W wolnym obszarze celnym może być prowadzona działalność gospodarcza, z wyłączeniem handlu detalicznego.
W krajach Unii Europejskiej wolne obszary celne są ogrodzone oraz mają określone miejsca wejścia i wyjścia.

## Wolne obszary celne w Polsce
W Polsce wolny obszar celny może zostać utworzony, jeżeli organy celne mogą sprawować dozór celny bez konieczności stosowania środków administracyjnych niewspółmiernych do istniejącej potrzeby gospodarczej.
| Gmina (miasto)           | Lokalizacja                            | Powierzchnia [ha] | Rok ustanowienia |
| ------------------------ | -------------------------------------- | ----------------- | ---------------- |
| Gdańsk                   | WOC na obszarze portu morskiego Gdańsk | 58,4823           | 1995             |
| Gliwice                  | port śródlądowy Gliwice                | 6,6883            | 1989             |
| Mszczonów (gmina)        | Wolny obszar celny w Mszczonowie       | 2,54              | 2000             |
| Szczecin                 | port morski Szczecin                   | 11,4705           | 1989             |
| Świnoujście              | port morski Świnoujście                | 46,2045           | 1989             |
| Terespol (gmina wiejska) | Małaszewicze                           | 167,8503          | 1993             |
| Warszawa                 | port lotniczy im. Fryderyka Chopina    | 4,2774            | 1992             |